# Giro di Slovenia
Il Giro di Slovenia (nome ufficiale inglese: Tour of Slovenia; sloveno: Dirka po Sloveniji, ma non viene impiegato ufficialmente) è una corsa a tappe maschile di ciclismo su strada che si svolge annualmente nel mese di giugno in Slovenia. Dal 2005 fa parte del circuito UCI Europe Tour classe 2.1.
Le prime due edizioni erano riservate alla categoria amatoriale, nel 1995 fu gara Open, mentre dal 1996 è riservata ai professionisti.

## Albo d'oro
Aggiornato all'edizione 2025.
| Anno | Vincitore                             | Secondo                               | Terzo                                 |
| ---- | ------------------------------------- | ------------------------------------- | ------------------------------------- |
| 1993 | Boris Premužič                        | Srečko Glivar                         | Gorazd Štangelj                       |
| 1994 | Tobias Steinhauser                    | Boris Premužič                        | Sandi Papež                           |
| 1995 | Valter Bonča                          | Boris Premužič                        | Marco Antonio Di Renzo                |
| 1996 | Lorenzo Di Silvestro                  | Stefano Giraldi                       | Marco Antonio Di Renzo                |
| 1997 | non disputata                         | non disputata                         | non disputata                         |
| 1998 | Branko Filip                          | Gorazd Štangelj                       | Pavel Chumanov                        |
| 1999 | Timothy Jones                         | Tadej Valjavec                        | Stefano Panetta                       |
| 2000 | Martin Derganc                        | Vladimir Miholjević                   | Boris Premužič                        |
| 2001 | Faat Zakirov                          | Martin Derganc                        | Vladimir Miholjević                   |
| 2002 | Evgenij Petrov                        | Dean Podgornik                        | Hannes Hempel                         |
| 2003 | Mitja Mahorič                         | Jure Golčer                           | Andreas Matzbacher                    |
| 2004 | Mitja Mahorič                         | Aljaksandr Kučynski                   | Matic Strgar                          |
| 2005 | Przemysław Niemiec                    | Fortunato Baliani                     | Radoslav Rogina                       |
| 2006 | Jure Golčer                           | Przemysław Niemiec                    | Robert Kiserlovski                    |
| 2007 | Tomaž Nose                            | Vincenzo Nibali                       | Andrea Noè                            |
| 2008 | Jure Golčer                           | Franco Pellizotti                     | Robert Kišerlovski                    |
| 2009 | Jakob Fuglsang                        | Tomaž Nose                            | Domenico Pozzovivo                    |
| 2010 | Vincenzo Nibali                       | Giovanni Visconti                     | Chris Anker Sørensen                  |
| 2011 | Diego Ulissi                          | Radoslav Rogina                       | Robert Vrečer                         |
| 2012 | Janez Brajkovič                       | Domenico Pozzovivo                    | Kristijan Koren                       |
| 2013 | Radoslav Rogina                       | Jan Polanc                            | Patrik Sinkewitz                      |
| 2014 | Tiago Machado                         | Il'nur Zakarin                        | Matteo Rabottini                      |
| 2015 | Primož Roglič                         | Mikel Nieve                           | Jure Golčer                           |
| 2016 | Rein Taaramäe                         | Jack Haig                             | Jan Bárta                             |
| 2017 | Rafał Majka                           | Giovanni Visconti                     | Jack Haig                             |
| 2018 | Primož Roglič                         | Rigoberto Urán                        | Matej Mohorič                         |
| 2019 | Diego Ulissi                          | Giovanni Visconti                     | Aleksandr Vlasov                      |
| 2020 | annullata per la Pandemia di COVID-19 | annullata per la Pandemia di COVID-19 | annullata per la Pandemia di COVID-19 |
| 2021 | Tadej Pogačar                         | Diego Ulissi                          | Matteo Sobrero                        |
| 2022 | Tadej Pogačar                         | Rafał Majka                           | Domen Novak                           |
| 2023 | Filippo Zana                          | Matej Mohorič                         | Diego Ulissi                          |
| 2024 | Giovanni Aleotti                      | Pello Bilbao                          | Giulio Pellizzari                     |
| 2025 | Anders Halland Johannessen            | Felix Großschartner                   | Tao Geoghegan Hart                    |

### Vittorie per nazione
Aggiornato all'edizione 2025.
| Pos. | Nazione    | Vittorie |
| ---- | ---------- | -------- |
| 1    | Slovenia   | 14       |
| 2    | Italia     | 6        |
| 3    | Russia     | 2        |
| 3    | Polonia    | 2        |
| 5    | Germania   | 1        |
| 5    | Zimbabwe   | 1        |
| 5    | Danimarca  | 1        |
| 5    | Croazia    | 1        |
| 5    | Portogallo | 1        |
| 5    | Estonia    | 1        |
| 5    | Norvegia   | 1        |